# Banco Santander Chile
Banco Santander-Chile er en chilensk bank. De har 504 filialer og er et datterselskab til Banco Santander. Der ca. 11.000 ansatte.